# ベルトドライブ

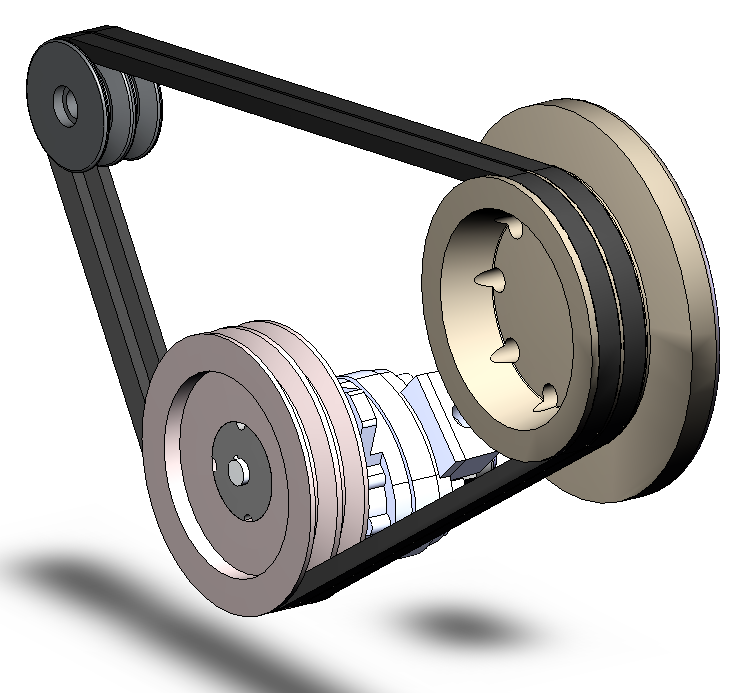
Vベルトドライブ

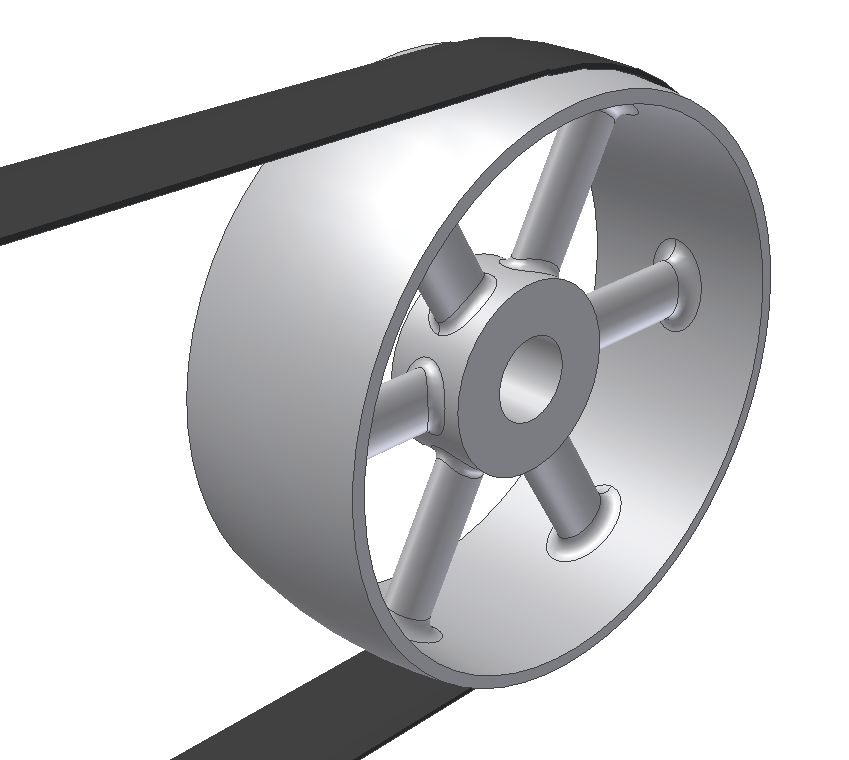
フラットベルト（平ベルト）

ベルトドライブ（英語：belt drive）とは、ある程度間隔の開いた、並行する（ただし一部例外もあり）軸間の動力伝導に、「ベルト」と呼ばれる柔軟な素材でできた輪を利用する方式である。動力の伝導を摩擦に依存する物と、歯形の噛み合いによる物があるが、本記事では摩擦による物を扱い、噛み合いによる物については歯付ベルトの記事を参照。
この方式（機械要素）は軸の回転運動を他の軸に伝導するために利用される。軸にプーリーと呼ばれる円筒または円盤状の部品を取り付け、このプーリーの外周にベルトを掛けて動力を伝導する。間隔を空けて並行する軸間の動力伝導という点で類似の方式にローラーチェーンドライブがあり、こちらは主に金属の部品群からなるチェーンを利用するため、高強度により大きな力を伝導できる反面、部品が金属製であることから装置全体の重量増加の一因になるほか、磨耗を防ぐために潤滑をおこなう必要があり、部品同士の接触による騒音が大きい傾向もあるため、用途に応じて本方式または歯付ベルト方式と使い分けられている。

## 利点
- 他の伝導方式に比べると技術的な難易度が低いため、機械要素として安価に一定の性能を持たせることが出来る。
- 騒音が少ない。
- 重量が軽い。
- 潤滑油が不要なので、周囲を汚損する可能性がない。

## 欠点
摩擦力に依存する事による問題点が多い。
- 高トルクを伝導させることが難しい。
- 水や油のかかる環境では摩擦が低下するため適さない。
- 急激な角速度や負荷の変動を受けた際に滑りを生じ易い。
- ベルトの張り具合を適切に調整しなければ必要な摩擦を確保できないため、張りを調節する機構（テンショナー）を加えなければならない。
- 非金属ベルトは極端な高温や低温、紫外線に晒される環境下での使用には適さない。

## ベルトの素材
基本的に柔軟性と抗張力を併せ持ち、表面の摩擦力の高いことと摩耗の少なさが求められる。
古くは皮革や布の帯。あるいは簡易的なものではゴムなどのエラストマー。より強度が求められるものではエラストマーと繊維などからなる複合素材のものが利用されている。
特殊な例として、自動車などの 無段変速機の一部に金属製のVベルト（後述）が使われている。

## ベルトの形態

Vリブドベルトと溝つきプーリーの断面

平ベルト
平たい帯状の物。「ベルト」の名の由来となった形態で、円筒形のプーリーと組み合わされる。製作が容易であるため産業革命時代から盛んに用いられたが、大動力の伝導には耐えられず、横幅を広く取るため機械の小型化にも適さないことから後述のVベルトの登場によって動力伝導の用途からはほとんど駆逐された。
レコードプレーヤーのターンテーブルやテープレコーダーのキャプスタン駆動用プーリーなどで見られる。
丸ベルト
円形か円に近い断面を持つ物で外周に半円形ないしV字形の溝を持つプーリーと組み合わされる。古くは革製のものが足踏み式ミシンに使われていたが、現在はゴムや熱可塑性エラストマー製のものが工場の製造設備やごく小型の機械、玩具などの小動力の伝導に使われている。
熱可塑性エラストマー製のものは長い線状の形態で供給され、必要な長さに切り出したのち、端部を加熱溶着することで任意の寸法が得られる。
Vベルト
V字形（厳密には台形であるが）の断面を持つもので、外周にV字形の溝を持つプーリーと組み合わされる。負荷をうけて強い張力が掛かった際、ベルトがプーリーの溝に楔のように食い込むことによって強い摩擦力が生じるため、細いベルトで比較的大きな動力を伝えることができる。さらに大きな力を伝えたい場合には複数組のベルトとプーリーを重ねる形で取り付ける場合もある。
このベルトは幅に対して高さ（厚み）が高いためきつい屈曲には無理が生じることから、内周にあたかも歯付ベルトのような歯形を付けることで屈曲性を上げたものも有る。旧式な自動車の発電機などの補機類の駆動や、農業・土木機械、スクーターの無段変速機などに使われている。
Vリブドベルト
ポリグルーブベルト（Polygroove belt）とも呼ばれる。Polygroove とは多数の溝という意味で、平ベルトの内側に複数のV字形の溝が並んだ断面を持ち、対応する形の溝を持つプーリーと組み合わされる。平ベルトの柔軟性とVベルトの強い摩擦力の利点を併せ持ち、高速での運用に耐える形態であるが、製造には高い技術レベルが要求される。
自動車用ではサーペンタインベルトの名称で知られる。サーペンタインとはヘビのように曲がりくねったという意味で、動力伝達に関わる溝付きプーリーにはベルトの内側、ベルトの輪を内側に引き込みつつ、溝付きプーリーとベルトの接触長を稼ぐ役目をするテンショナープーリーやアイドラープーリーとはベルトの外側が接触する。アメリカ車から採用が始まり、近年の自動車の補機類の増加に対しても1本のベルトで対応できるものとして普及した。
自動車のほか、各種機械類に使われる。

## ベルトテンションクラッチ
ベルトには適切な張力を与えなければ滑りが生じてしまうが、この性質を逆手に取って、ベルトを弛緩させることで動力を切り、緊張させることで動力を繋ぐという、簡易なクラッチとして機能させることができる。ベルト伝導の黎明期からあるアイデアであるが、現在も農業・土木機械などに使われている。